# Brian Schatz
Brian Emanuel Schatz (Ann Arbor, Míchigan, 20 de octubre de 1972) es un político estadounidense, senador de Estados Unidos por Hawái. Schatz fue nombrado por el gobernador Neil Abercrombie para reemplazar al senador Daniel Inouye después de su muerte en 2012.

## Biografía
Nacido en Ann Arbor, Míchigan, junto con su hermano gemelo Steve, es hijo de Barbara Jane (de soltera Binder) y de Irwin Jacob Schatz, cardiólogo y natural de Saint Boniface, Manitoba. Cuando Schatz y su hermano tenían dos años, la familia se trasladó a  Hawái. Obtuvo un B.A. en filosofía en el Pomona College de California.

## Trayectoria
Schatz comenzó a participar activamente en la comunidad en la década de 1980 a través de su participación en Youth for Environmental Services. Pronto inició su carrera política en el seno del Partido Demócrata de los Estados Unidos, siendo electo a la Cámara de Representantes de Hawái en 1998. En 2008, Schatz trabajó como portavoz de la campaña de Obama en Hawái. Schatz se presentó al cargo de presidente del Partido Demócrata de Hawái, y ganó pero el 9 de enero de 2010 renunció como presidente del partido.
El 10 de enero de 2010, Schatz anunció su candidatura a vicegobernador de Hawái. Ganó y se convirtió en el compañero de Neil Abercrombie en las elecciones generales de noviembre. En 2012, por fallecimiento del veterano senador Daniel Inouye, Abercrombie lo nombró para ocupar su escaño en el Senado de los Estados Unidos.
En 2016, Schatz se presentó y ganó fácilmente su primer mandato completo de seis años en el Senado contra solo una oposición En 2016, Schatz se postuló y ganó fácilmente su primer mandato completo de seis años en el Senado contra una oposición solo nominal.
En 2022, Schatz ha anunciado que se presenta a la reelección para un segundo mandato completo. Se enfrenta al representante estatal republicano Bob McDermott.